# Harro Müller-Michaels
Harro Müller-Michaels (* 18. April 1936 in Stettin; † 19. Oktober 2023 in Bochum) war ein deutscher Literaturdidaktiker, Literaturwissenschaftler und Bildungspolitiker.

## Werdegang
Harro Müller-Michaels promovierte 1964 nach dem Zweiten Staatsexamen in Münster mit einer Arbeit über Zeitaspekte in Kleists Dramen zum Dr. phil. und war danach als Assistent bzw. Akademischer Rat an Pädagogischen Hochschulen in Nordrhein-Westfalen und Niedersachsen tätig. Im Jahr 1971 folgte er einem Ruf auf den Lehrstuhl für Didaktik der deutschen Sprache und Literatur an der Pädagogischen Hochschule Bayreuth (später Zweite Erziehungswissenschaftliche Fakultät Bayreuth der Universität Erlangen-Nürnberg).
In den Jahren 1973–1975 war er als Dekan der Fakultät und Sprecher der Dekane der Erziehungswissenschaftlichen Fakultäten in Bayern tätig. Im Jahr 1975 wechselte er auf den neu gegründeten Lehrstuhl Literaturwissenschaften (Didaktik der Germanistik) an der Ruhr-Universität Bochum, den er bis zu seiner Emeritierung 2001 innehatte. Hochschulpolitisch war er 1984–1987 als Dekan der Fakultät für Philologie und als Prorektor für Lehre, Studium und Studienreform der Ruhr-Universität Bochum sowie 1996–2000 als Sprecher der Prorektoren des Landes Nordrhein-Westfalen tätig. In dieser Zeit richtete er das Zentrum für Lehrerbildung ein und war maßgeblich beteiligt an der Einführung des Regelstudiengangs Bachelor/Master an der RUB.

## Grundpositionen
Besonders geprägt war sein Wirken vom Vermittlungsgedanken: ‚Innovationsfreude’, ‚Zusammenhalt’ und ‚Herausforderung’ waren Leitbegriffe von Müller-Michaels, die zeigten, dass Literatur für ihn in ganzheitlichen Zusammenhängen zu behandeln und ihre Analyse in pragmatische Lebensvollzüge einzubetten war. Seine Anfänge in der Literaturwissenschaft (Dramen Kleists und Brechts) wiesen bereits in diese Richtung, Literatur im Kontext von Handlungsfeldern zu sehen. Didaktisch wurde dies von ihm ab 1970 überführt in empirische Schulbeobachtungen, die den Lernenden ins Zentrum des Unterrichtsgeschehens rückten und Literatur nicht an sich, sondern in ihrer Wirkung auf bzw. im Spiegel ihrer Bearbeitung durch Lesende begreift – erst dort werde sie gültig realisiert und beobachtbar.
Mit dieser von ihm so bezeichneten Rezeptionspragmatik bildete Müller-Michaels einen neuen Schwerpunkt der Deutschdidaktik, aus dem zahlreiche Anregungen dafür hervorgegangen sind, wie Schüler ihre analytischen Fähigkeiten durch Handlungen mit Texten begleiten können: Textteile neu schreiben, Rollenprofile erstellen, Briefe an Autoren oder Figuren verfassen oder Texte erweitern sind solche methodischen Möglichkeiten; szenisches Lesen oder spielerisches Umsetzen von Texten sind ganzheitliche, körperbezogene Wege. Mit dieser qualitativen Unterrichtsforschung hat er maßgeblich dazu beigetragen, die Produktions- und Handlungsorientierung zum Paradigma von Lehrplänen und Richtlinien bis in Abituraufgaben hinein zu erheben; heutiger Deutschunterricht ist ohne diese durchdachte Mischung von Analyse und kreativer Textbearbeitung nicht mehr denkbar.
Die literaturwissenschaftlichen Interessengebiete von Müller-Michaels lagen auf den Gattungen verteilt mit Schwerpunkten zwischen dem 18. Jh. und der Gegenwartsliteratur und beschäftigten sich meist mit kanonischen Gegenständen, für deren Bildungswert er stets gestritten hat: Herder, Kleist, Fontane, Rilke, Thomas Mann oder Uwe Johnson sind als Autoren mit ihrem Werk zentral; übergreifende Themen sind Räume/Orte, Denkbilder, Träume oder Identitätsbildung (damit auch: Erinnerung und Gedächtnis). Epochal sind es die unvollendeten Hoffnungen der Moderne, die in der Aufklärung beginnen und in der Gegenwart noch einzulösen sind. Damit wird der anthropologische Erkenntnis- und Handlungsanspruch von Literatur aktiviert, die in ästhetischer Form Auskünfte über den Menschen gibt mitsamt seinen Motiven, Perspektiven und Hoffnungen.
Praktisch hat Müller-Michaels diesen Anspruch auch während seiner Leitung der Literarischen Gesellschaft Bochum umgesetzt, wo er zwischen 1988 und 2007 über 200 Lesungen mit internationalen Autorinnen und Autoren organisiert und moderiert hat, um damit Literatur zum öffentlichen Ereignis der Region zu machen.
Dass Müller-Michaels seine Schulerfahrungen inhaltlich und methodisch auch in der universitären Lehre angewandt hat, hat sein Interesse an hochschulpolitischen Fragen geprägt. Aus seinem langjährigen Engagement, zu dem auch die intensive Arbeit mit dem Bildungsministerium NRW oder die Evaluation von Studiengängen gehörte, sind ab 1994 maßgebliche Anstöße zur Bologna-Reform der Hochschulen hervorgegangen, die er als Prorektor für Lehre der Ruhr-Universität Bochum gegeben hat.

## Schriften (Auswahl)

### Monographien
- Die Zeitstruktur im Drama Heinrich von Kleists (Phil. Diss. Münster 1964)
- Dramatische Werke im Deutschunterricht (Stuttgart 1971, 2. Aufl. 1975, ISBN 3-12-925700-4)
- Literatur im Alltag und Unterricht. Ansätze zu einer Rezeptionspragmatik (Kronberg 1978, ISBN 3-589-20656-X)
- Positionen der Deutschdidaktik seit 1949 (Königstein/Ts. 1980, ISBN 3-589-20600-4)
- Deutschkurse. Modell und Erprobung angewandter Germanistik in der gymnasialen Oberstufe (Frankfurt 1987, 2. Aufl. Weinheim 1994, ISBN 3-589-20842-2)
- Grundkurs Lehramt Deutsch. Klett Lerntraining, Stuttgart 2009 (Rez. u. a. in Praxis Deutsch H. 223, 2010, S. 59/60, ide H. 4/2010, S. 125, ISBN 3-12-939007-3)

### Herausgaben
- Arbeitsmittel und Medien für den Deutschunterricht. Kronberg/Ts. 1976
- Literarische Bildung und Erziehung. Darmstadt 1976 (= Wege der Forschung)

- Deutschunterricht als Aufklärung. Gedenkschrift für Hermann Helmers. Oldenburg 1989.
- Deutsche Dramen. Interpretationen zu Werken von der Aufklärung bis zur Gegenwart. Bd. 1 (Von Lessing bis Grillparzer) und Bd. 2 (Von Hauptmann bis Botho Strauß). Königstein/Ts. 1981, 3. Aufl. Weinheim 1994 u. 1996.
- Jahrbuch der Deutschdidaktik 1978–1980. Königstein/Ts. 1978ff., 1981/82-1993/94, Tübingen 1983ff., insges. 11 Bde.
- Deutschunterricht. Magazin für Deutschlehrerinnen und Deutschlehrer aller Schulformen. Berlin. Mitglied des Beirats seit Jg. 45 (1992), H. 3.
- Geschichte des Deutschunterrichts von 1945 bis 1989 (Teil 2).
- Deutschunterricht im Widerstreit der Systeme, hg. zus. mit Thomas Roberg und Sebastian Susteck. Frankfurt a. M. 2010. Darin Beiträge zu: Anfänge und Entwicklung des Deutschunterrichts in den beiden deutschen Staaten, Kanon der Oberschule der DDR, Lesebücher nach 1945 und Abituraufsatz NRW.